# سوفی دیوری
سوفی دیوری (به فرانسوی: Sophie Divry) زادهٔ ۱۹۷۹، نویسنده و روزنامه‌نگار زن فرانسوی است.

## زندگی‌نامه
سوفی دیوری دانش‌آموختهٔ ادبیات است. او در سال ۲۰۱۰ به همکاری با ماهنامهٔ کاهش (به فرانسوی: La Décroissance) پرداخت. نخستین رمان خود را با عنوان رده‌بندی ۴۰۰ (به فرانسوی: La Cote 400) در همان سال منتشر ساخت که بلافاصله به چند زبان دیگر از جمله انگلیسی و اسپانیایی ترجمه شد. این رمان که شاهکار او محسوب می‌شود، ویژگی‌های بدیعی دارد، از جمله اینکه تنها شخصیت آن یک خانم کتابدار است که به ظاهر در زیرزمین کتابخانه‌ای کار می‌کند و از ابتدا تا انتهای رمان متکلم وحده است. او در خلال حرف‌های بی پرده و بی‌وقفهٔ خود به واقعیت‌های غیرقابل انکاری دربارهٔ برخی از نویسندگان بزرگ نظیر گی دو موپاسان یا سیمون دو بووار و روابطی که این زن به دلخواه یا از سر ناچاری با ژان پل سارتر و نلسون آلگرن داشته و نیز موضوعات درخور ادبی دیگر به زبان طعنه و طنز اشاره می‌کند.
دیوری در ۲۰۱۴ رمان La Condition pavillonnaire را نوشت که به اعتقاد منتقدان ادبی، بازتابی از رمان مادام بواری اثر فلوبر است. شخصیت اصلی این رمان زن متأهلی است که به رغم برخورداری از زندگی مرفه و امنیت و آرامش، مطلقاً عاری از هرگونه احساس است. این رمان برای او جایزهٔ ادبی وپلر (Prix Wepler) را به ارمغان داشت. دیوری از ۲۰۱۶ در تهیهٔ برنامهٔ معروف فرهنگی به نام Des Papous dans la tête برای رادیو فرانس کولتور (France Culture) مشارکت دارد. او چند اثر دیگر نیز در کارنامهٔ خود دارد که از میان آنها به رمان سه بار آخرالزمان (به فرانسوی: Trois fois la fin du monde) می‌توان اشاره کرد که در ۲۰۱۸ در لوزان منتشر و در همان سال برندهٔ «جایزهٔ صفحه ۱۱۱» (Prix de la page 111) شد.

## ترجمه به فارسی
- رده‌بندی ۴۰۰ (عشق یک‌طرفه) (به فرانسوی: La cote 400)، تهران: نشر قطره، ۱۴۰۰.[۱]